# Justicia udzungwaensis
Justicia udzungwaensis är en akantusväxtart som beskrevs av Vollesen. Justicia udzungwaensis ingår i släktet Justicia och familjen akantusväxter. Inga underarter finns listade i Catalogue of Life.